# Castiglione di Sicilia
Castiglione di Sicilia est une commune de la province de Catane en Sicile (Italie).

## Toponymie
Castiglione di Sicilia a pour nom Castigghiuni di Sicilia en sicilien.

## Géographie
Située sur le flanc nord de l'Etna près des gorges de l'Alcantara. C'est une petite ville sicilienne typique, avec son habitat groupé et ses ruelles en pente.

## Histoire
Durant les Vêpres siciliennes, la ville, place forte de Roger de Lauria, fut assiégée par Frédéric II de Sicile.
Les 11, 12 et 13 août 1943 des militaires allemands commirent une série d'exactions contre la population, tuant 16 personnes.

## Culture
La commune possède une chapelle byzantine construite entre le VII et le IXe s, appelée Cuba di Santa Domenica.

## Administration
| Période                                  | Période  | Identité        | Étiquette | Qualité |
| ---------------------------------------- | -------- | --------------- | --------- | ------- |
| 15 mai 2007                              | En cours | Claudio Scavera |           |         |
| Les données manquantes sont à compléter. |          |                 |           |         |

### Hameaux
Gravà, Mitogio, Passopisciaro, Rovittello, Solicchiata, Vergella

### Communes limitrophes
Adrano, Belpasso, Biancavilla, Bronte, Calatabiano, Francavilla di Sicilia, Gaggi, Graniti, Linguaglossa, Maletto, Malvagna, Mojo Alcantara, Motta Camastra, Nicolosi, Piedimonte Etneo, Randazzo, Roccella Valdemone, Sant'Alfio, Taormine, Zafferana Etnea

### Évolution démographique
Habitants recensés

## Jumelages
- Killarney (Irlande)
- Tauves (France)